# J's DIMENSION
『J's DIMENSION』（ジェイズ・ディメンジョン）は、1995年6月14日にリリースされた稲垣潤一15枚目のスタジオ・アルバム。

## 解説
シングル「語らない」収録。
当初「SEASON」のタイトルでアルバム・リリース発表されたが、改題され「J's DIMENSION」に変更された。
1982年のアルバム「246:3AM」以来、13作ぶりにオリコンアルバムチャート最高位がトップ10位以下となった。
ファンハウスからの最後のアルバム。
2002年リリース再発盤は、ボーナス・トラックとして「あの夏の風のように」（「キスなら後にして」カップリング曲）が収録。

## 収録曲
1. YOUR LIFE
作詞：岡田冨美子　作曲：坂本洋　編曲：井上鑑
2. まちがえた夏（きせつ）
作詞：U-DAI　作曲：鹿紋太郎　編曲：西脇辰弥
3. 語らない
作詞：朝水彼方　作曲：小森田実　編曲：水島康貴
4. 最後の LOVE LETTER
作詞：秋元康　作曲：土橋雅樹　編曲：井上鑑
5. Adagio
作詞：並河祥太　作曲：山口美央子　編曲：佐藤準
6. 愛しさの瀬戸際
作詞：秋元康　作曲：崎谷健次郎　編曲：佐藤準
7. 君には、本当に手が焼ける
作詞：秋元康　作曲：松本俊明　編曲：佐藤準
8. 愛の願い
作詞・作曲：稲垣潤一　編曲：上海音戯團
9. 遅れてきたプロローグ
作詞：山田ひろし　作曲：谷本新　編曲：岩本正樹
シングル「語らない」カップリング。
10. 内気な Baby Face
作詞・作曲：稲垣潤一　編曲：上海音戯團
11. 永遠より長いキス
作詞：秋元康　作曲：MAYUMI　編曲：稲垣潤一・塩入俊哉
12. あの夏の風のように
作詞・作曲：稲垣潤一　編曲：稲垣潤一・塩入俊哉
「キスなら後にして」カップリング曲
※2002年の再発盤のみに収録

## 参加ミュージシャン
1. Drums：山木秀夫　E.Guitar：今剛・土方隆行　Bass：バカボン鈴木　Percussion：浜口茂外也　Trombone：村田陽一　Trumpet：山本拓夫　Saxphone：荒木秀男　Chorus：稲垣潤一
2. Programming,Keyboards,Manipulation：西脇辰弥　E.Guitar,A.Guitar：古川昌義　Bass：松原秀樹  Chorus：稲垣潤一
3. Programming,Keyboards：水島康貴　E.Guitar：梶原順　Manipulation：松武秀樹　Chorus 稲垣潤一
4. Drums：山木秀夫　E.Guitar：今剛・土方隆行　A.Guitar：土方隆行　Bass：バカボン鈴木　Percussion：浜口茂外也　Viola：村山達哉　Manipulation：倉本真也　Chorus：稲垣潤一
5. Drums：小田原豊　E.Guitar：今剛　Bass：高水健司　Keyboards：佐藤準・中西康晴　Saxphone：矢口博康　Manipulation：松武秀樹・鈴木太郎　Chorus：稲垣潤一
6. Drums：小田原豊　E.Guitar,A.Guitar：今剛　Bass：美久月千晴　Keyboards：佐藤準　Manipulation：松武秀樹・鈴木太郎
7. Programming,Keyboards：佐藤準　E.Guitar：今剛　Manipulation：松武秀樹・鈴木太郎　Chorus 稲垣潤一
8. Violn：栄田嘉彦　Viola：後藤勇一郎・古河原裕二　Cello：堀川雅美・山本裕康　Organ： 塩入俊哉
9. Programming,Keyboards：岩本正樹　E.Guitar：古川望　Bass：高水健司　Strings：加藤Joeグループ　Manipulation：佐藤ちえみ　Chorus 稲垣潤一
10. Programming,Keyboards,Manipulation：塩入俊哉Drums,Tambourine,Chorus：稲垣潤一　E.Guitar,A.Guitar：松原正樹　Bass：高水健司 　Strings：Y.EIDAグループ
11. Programming,Keyboards,Manipulation：塩入俊哉　Chorus：稲垣潤一・鎌田一夫・谷口守